# 하이위펀

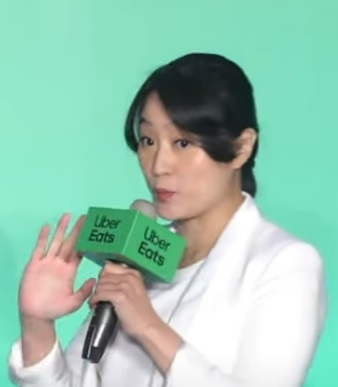

하이위펀(중국어 정체자: 海裕芬, 병음: Hâi Yùfēn, 한자음: 해유분, Heaven Hai, 1977년 5월 19일 ~ )은 대만의 진행자, 배우이자 프로듀서이다. 예명은 하이펀(海芬)이다.

## 방송
- 화등초상
- 량진길시

## 영화
- 제구분국
- 도둑들: 비트코인 전쟁
- 마이 미씽 발렌타인